# Aeropuerto Internacional de Debrecen
El Aeropuerto Internacional de Debrecen (IATA: DEB, OACI: LHDC) es uno de los tres aeropuertos internacionales de Hungría, ubicado cerca de Debrecen. Es el segundo aeropuerto más transitado del país, sólo superado por el Aeropuerto Internacional de Budapest Ferenc-Liszt.

## Historia
La historia del aeropuerto de Debrecen se remonta a principios del siglo XX. El primer vuelo regular oficial que transportaba correo despegó en 1930. A continuación el aeropuerto operó con intenciones deportivas y militares. Durante la Segunda Guerra Mundial fue base del escuadrón de bombarderos húngaros.
Desde 1930 destacan sus vuelos de cabotaje de Debrecen a Budapest y otras ciudades importantes de Hungría.
Entre 1946-1968, el aeropuerto de Debrecen funcionó como aeródromo de emergencia para el aeropuerto de Budapest. Tras la Segunda Guerra Mundial la fuerza aérea soviética tomó el control del aeropuerto hasta 1990.
La transición política propició la resurrección del aeropuerto y el tráfico civil internacional fue iniciado junto a la aviación deportiva.
En mayo de 1991, las tropas soviéticas abandonaron el aeropuerto y devolvieron la dirección del aeropuerto al estado húngaro.
En 1994, el gobierno municipal de Debrecen, efectuó las acciones necesarias para hacerse cargo del aeropuerto. La ciudad adquirió el aeropuerto y se encargó de su desarrollo.
El razonable plan de desarrollo del aeropuerto de Debrecen fue anunciado en 2001, las etapas de este desarrollo son las siguientes:
29 de mayo de 2001 - Estatus aeroportuario:aeropuerto no comercial para vuelos de cabotaje abierto al tráfico internacional.
29 de diciembre de 2001 - Estatus aeroportuario: aeropuerto comercial para vuelos de cabotaje abierto también al tráfico internacional.
16 de mayo de 2002 - estatus aeroportuario: Aeropuerto internacional para vuelos de cabotaje también abierto al tráfico internacional.
22 de abril de 2004 - estatus aeroportuario: rutas fronterizas y aduanas.
Hasta 2004 la ciudad de Debrecen invirtió 3.500 millones de florines para comprar, gestionar y desarrollar el aeropuerto de Debrecen.

## Aerolíneas y destinos
| Aerolíneas                                        | Destinos                                                            |
| ------------------------------------------------- | ------------------------------------------------------------------- |
| Lufthansa Regional operado por Lufthansa CityLine | Múnich                                                              |
| Wizz Air                                          | Beauvais, Bérgamo-Milán, Charleroi, Eindhoven, Londres-Luton, Malmö |

## Tráfico y estadísticas
| Año  | Pasajeros | Variación |
| ---- | --------- | --------- |
| 2000 | 1 883     | n/a       |
| 2001 | 4 435     | +135.52%  |
| 2002 | 5 922     | +33.52%   |
| 2003 | 6 122     | +3.37%    |
| 2004 | 14 476    | +136.46%  |
| 2005 | 33 119    | +128.78%  |
| 2006 | 36 939    | +11.53%   |
| 2007 | 42 900    | +16,13%   |
| 2008 | 42 650    | −0.58%    |
| 2009 | 25 060    | −41.24%   |
| 2010 | 24 415    | −2.57%    |
| 2011 | 19 135    | −21.62%   |
| 2012 | 47 746    | +149.52%  |
| 2013 | 129 231   | +170.66%  |
| 2014 | 145 709   | +12.75%   |
| 2015 | 172 212   | +18.19%   |
| 2016 | 284 965   | +65.47%   |

## Acceso terrestre
Hay conexión en autobús a la Estación de ferrocarril de Debrecen, situada cerca del centro de la ciudad.